# Брадек (Пенсилванија)
Брадек (енгл. Braddock) град је у америчкој савезној држави Пенсилванија.

## Демографија
По попису из 2010. године број становника је 2.159, што је 753 (-25,9%) становника мање него 2000. године.
| Група             | 2000.         | 2010.         |
| Белци             | 872 (29,9%)   | 489 (22,6%)   |
| Афроамериканци    | 1.937 (66,5%) | 1.570 (72,7%) |
| Азијати           | 7 (0,2%)      | 3 (0,1%)      |
| Хиспаноамериканци | 44 (1,5%)     | 40 (1,9%)     |
| Укупно            | 2.912         | 2.159         |